# Liza Khokhlakova
Liza Khokhlakova (en russe : Ли́за Хохлако́ва) est un personnage du roman Les Frères Karamazov de l'écrivain russe Fiodor Dostoïevski. C'est une jeune fille souffrant de paraplégie des jambes depuis l'âge de 14 ans. Sa mère, Catherina Khokhlakova, est propriétaire foncier. 
Elle apparaît pour la première fois dans le roman aux chapitres III et IV du livre deuxième intitulés : « Les femmes croyantes » et « Une dame de peu de foi », lors de la visite au monastère du Starets Zosime avec sa mère. Depuis sa prime enfance elle connaît Alexeï Karamazov, lui a écrit une lettre lui avouant son amour pour lui, le considérant comme son fiancé. Mais, au fur et à mesure du développement de l'action du roman, elle tombe amoureuse d'Ivan Karamazov.
Dans le roman Liza apparaît seulement dans des épisodes liés au personnage d'Alexeï Karamazov, afin sans-doute de rendre son personnage plus clair et plus compréhensible. L'héroïne est ingénue et quelque peu naïve, mais elle peut aussi être dure et tenace, et son enthousiasme touche parfois à l'exaltation. Les sentiments de Lisa pour Alexeï, selon Dostoïevski, devraient varier de l'amitié à l'amour. En même temps la complexité, le mystère et les contradictions internes propres à Ivan attirent aussi la jeune fille. La conversation d'Alexeï et Lisa au chapitre III du livre onzième : « Un diablotin », est considérée par la critique comme le moment le plus important, destiné à révéler le portrait de l'âme d' Alexeï. Mais de cette conversation nait aussi chez Lisa et se développe en elle une plus grande clarté et une détermination intérieure plus affirmée.
Le prototype du personnage de Lisa est Valentina, la fille de Lioudmila Khokhriakova, tandis que cette dernière deviendra le prototype de Catherina Osipovna Khokhlakova.

## Première apparition dans le roman

### Dialogue de Liza avec leStarets Zosime
« — Pourquoi donc cherchez-vous à le troubler, méchante que vous êtes?

Lise rougit subitement, de façon inattendue, et ses yeux étincelèrent. L'expression de son visage devint très sérieuse, et elle répondit brusquement, sur un ton d'indignation passionnée, en phrases hâtives et nerveuses :

— Et pourquoi m'a-t-il délaissée ? Enfants, nous avons joué ensemble et il me portait dans ses bras. Il venait chez moi, jadis, pour m'apprendre à lire, l'ignorez-vous ? Il y a deux ans encore, il m'a assurée , en nous faisant ses adieux, qu'il ne m'oublierait jamais, que nous resterions amis pour toujours, pour l'éternité ! Et maintenant on dirait qu'il a peur de moi, comme si j'allais le manger ! Pourquoi ne veut-il pas s'approcher de moi, pourquoi ne me parle-t-il pas ? Pourquoi ne vient-il plus chez nous ? Est-ce vous qui l'en empêchez ? Nous savons pourtant qu'il peut sortir librement. Ce n'est pas à moi de l'appeler, c'est à lui de venir s'il se souvient encore. Mais non ! Il fait son salut , n'est-il pas vrai? Et pourquoi lui avez-vous fait mettre cette longue robe de moine ? Il risque de tomber en courant …

Et soudain, ne pouvant se contenir, elle se couvrit le visage de ses mains et éclata d'un grand rire, de son long rire nerveux, irrésistible, bien que peu bruyant   ».
Lisa Khokhlakova apparaît pour la première fois au chapitre IV , intitulé « La dame de peu de foi », du livre deuxième du roman où elle et sa mère, Catherina Khoklakova, ont une conversation au monastère avec le Starets Zosime et Alexeï Karamazov. Liza a connu Alexeï depuis sa plus tendre enfance. Au moment où elle apparaît dans le roman elle est âgée de quatorze ans et souffre d'une paralysie des jambes.« Elle avait un petit visage exquis, un peu amaigri par la maladie, mais très gai». « Une légère expression d'espièglerie éclairait ses beaux yeux sombres aux longs cils », écrit Dostoïevski. Le starets Zosime annonce à Liza qu'il enverra Alexeï vers elle . Cela révèle la complexité de la relation entre les deux jeunes gens. Dès son arrivée à Skotoprigonievsk Alexeï garde présente en lui la pensée de Liza. Dostoïevski montre à plusieurs reprises ses sentiments avec une grande émotivité. Raison pour laquelle, en dépit de la confiance de son entourage, le lecteur doute encore que ce soit le Starets Zosime qui ait guéri la jeune fille ,. Dans les mêmes scènes on voit se développer un conflit d'intérêts du fait que l'attachement d' Alekseï pour Lise s'oppose à ses objectifs spirituels d'entrée dans le monastère. Lisa, quant à elle, même au monastère, se permet de rire ouvertement de l'habit monastique de Alexeï et ce rire et les regards insistant de Lisa vers lui font rougir le jeune moine. Le petit jeu des deux jeunes gens n'échappe pas au Starets Zosime. En réponse aux critiques de Zosime, Liza critique l'attitude d'Alexeï qui ne vient plus chez elle, comme s'il avait peur. Le startets se décide alors d'envoyer Alexeï vers elle.

## Origine du nom

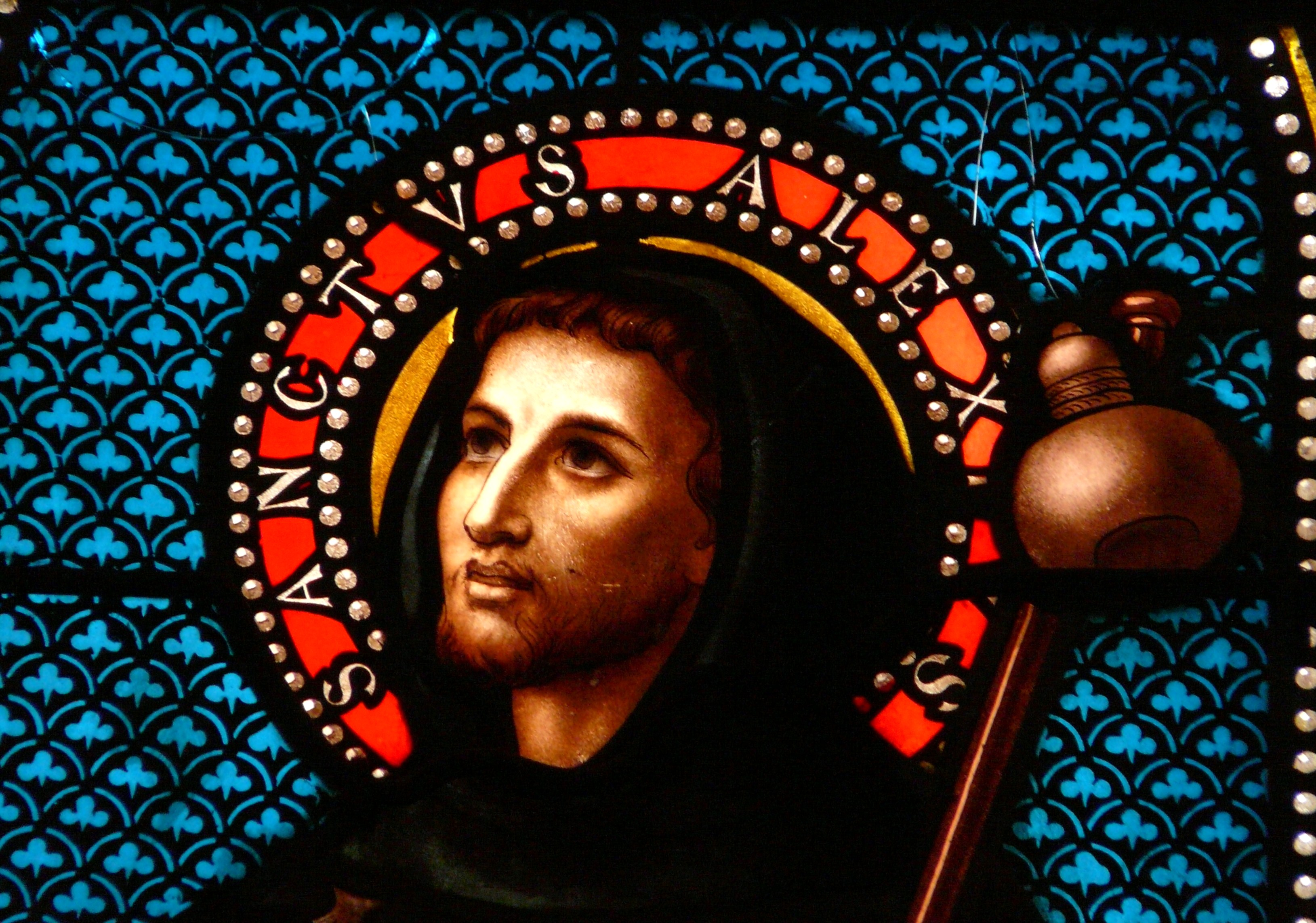
Pomport (Dordogne-France) vitrail tête de Saint Alexis

Les critiques attirent l'attention sur le fait que le choix du nom de famille de l'héroïne, Lisa, n'est pas fortuit,. Moïse Altman observe que le nom de famille Kholkhlakov n'est qu'une transposition du nom de la mère prototype légèrement modifié : Valentina Khokhriakova. Selon la philologue Valentina Vetlovskaïa, l'héroïne apparaît dans le roman comme la future fiancée du jeune fils Karamazov Alexeï. Malgré le fait que le nom de la fiancée du saint Alexis de Rome, qui est associé dans le roman à celui du fils Karamazov, ne soit pas mentionné dans les versets russes sur la vie du saint, dans certaines variantes c'est du nom d'Élisabeth ou de Catherine dont il est fait mention. Le nom d'Élisabeth (dont Liza est un diminutif) apparaît pour la première fois dans le roman au chapitre III du livre deuxième intitulé : « La foi des femmes du peuple », quand une des femmes répond au starets qui demande quel est un enfant : : « Une fillette, ma lumière, elle s'appelle Élisabeth ». .
La version de l'origine du nom de l'héroïne est répétée au chapitre IV du même livre intitulé « La Dame de peu de foi », lors de la conversation entre Lisa et sa mère, la propriétaire Khokhlakova, ainsi que celle entre Alexeï Karamazov et son père spirituel, le Starets Zosime. V. T. Vertlovskaïa remarque que dans cet épisode un lien est clairement établi entre Aliocha et Alexis de Rome et entre Lise et Elisabeth, la fiancée et épouse du saint. Quant à la promesse du starets d'envoyer Alexeï vers Liza , elle demande un accord préalable des parents. Mais cela confirme l'hypothèse qu'Alexeï a décidé de se marier avec Lise après sa sortie du monastère comme il dit explicitement dans la scène « Chez les Khokhlakov » , .

## Image
Liza est un personnage assez étrange. Dans le roman elle apparaît seulement par épisode et dans ceux liés à Alexeï Karamazov, dans le but de rendre l'image de celui-ci plus claire et plus compréhensible. Lors d'une scène, Alexeï dit directement à Liza: « Vous savez, Liza, mon starets a dit une fois : pour les gens il faut absolument marcher , comme pour les enfants et comme pour les malades dans les hôpitaux…» Malgré le fait que cette réplique n'est pas destinée directement à Liza, à un certain degré elle s'adresse à elle précisément, elle qui est l'objet symbolique de l'amour du fils cadet Karamazov et qui est incapable de marcher. En réunissant en elle les traits d'une enfant et ceux d'une malade, Lisa se présente comme l'un des personnages les plus complexes dans l'entourage d'Alexeï. Malgré tout, malgré les difficultés, l'amour d'Alexeï pour elle demeure. Le portrait psychologique de l'héroïne mélange la simplicité et la méchanceté (qui apparaît en particulier dans ses rires de moquerie de fille); elle présente aussi une particulière ouverture d'esprit et un désir de se livrer totalement ses sentiments. Enfant d'un charme délicieux elle est aussi une enfant d'une grande détermination. La jeune fille se rend compte qu'elle est parfois à la merci de mauvaises pensées. Dans sa voix commencent alors à résonner des sons nouveaux qui vont des cris d'enthousiasme aux grincements de dents. Ces modifications de la voix provoquent des troubles et de la confusion mentale chez Lisa. La preuve de l'existence de la double nature de l'héroïne ressort du mépris qu'elle ressent parfois pour son entourage, en même temps que sa dépendance à son égard.
Chez Lisa, comme chez les autres personnages des « Frères Karamazov », c'est la lutte sans fin entre le bien et le mal. Mais Liza peut aussi prendre le mal pour le bien, elle peut en même temps rêver d'aider les plus malheureux et leur souhaiter des tourments ; un rêve de compote d'ananas peut lui rappeler l'image du garçon qui s'est fait couper les doigts par son père.. Beaucoup de traits psychologique de la jeune fille proviennent de son jeune âge, mais sa dialectique de l'amour peut être rapprochée de celle d'un autre personnage féminin du roman, Catherine Ivanovna Verkhovtseva. Ainsi dans la scène « Chez les Khokhlakov »  elle fait des caprices et exige d'Alexeï qu'il lui rende sa lettre d'amour. Mais Alexeï n'a pas la lettre sur lui. Catherine Ivanovna Verkhovtseva, quant à elle, ne parvient pas à se décider entre son amour pour Ivan Karamazov et son attachement à la fierté de Dmitri Karamazov, ce dont s'indigne fortement Alexeï .
Malgré son aveu dans sa lettre de son amour pour Alexeï, Lisa ressent des sentiments complexes à son égard. Lisa convainc les deux frères de lui dire qu'elle ne voit pas la différence entre le bien et le mal et que les démons ont pris possession d'elle. La réaction d'Ivan est ironique et méprisante. Alexeï, lui, la considère comme pécheresse, mais il ne va pas vers elle pour l'accuser et il refuse de la mépriser pour son attitude intellectuellement perverse.

### Relation avec Alexeï
Liza connaît Alexeï depuis sa prime enfance. Selon le critique littéraire Akim Volynski, Dostoïevski avait pensé représenter les rapports entre Liza et Alexeï à la limite entre l'amitié et l'amour, et dans le chef de l'héroïne seulement dans un projet d'amitié. Aliocha se voit toutefois déjà au monastère, en soutane, et comprend que cette perspective n'est pas compatible avec l'amour. Dans sa liaison avec Alexeï, Liza lui révèle d'abord l'aspect spirituel de celle-ci. Dans sa lettre, lors de leur première rencontre au monastère, elle écrit : « Cher Aliocha, je vous aime, je vous aime déjà depuis l'enfance, depuis Moscou, alors que vous étiez encore tout autre, je vous aime pour la vie entière. Mon cœur s'est lié à vous pour que, quand nous serons vieux, nous finissions nos vies ensemble ». La lettre de Liza encourage Alexeï et il fantasme déjà sur un mariage prochain avec une épouse qui serait parfaite. Mais ces rêves à propos de la possibilité du bonheur lui paraissent ensuite chimériques et il se laisse entrainer à la déception. Dans les conversations qui suivent leurs relations tournent plutôt à l'amitié.
Liza, à la différence d'Alexeï, ne peut pas l'imaginer dans un rôle de mari. En réponse à ses intentions sérieuses de se marier elle rit. Puis elle s'adresse à sa mère et parle de lui comme d'un petit garçon en émettant des doutes sur son intention de se marier, simplement parce qu'il a rêvé que cela lui était nécessaire. En même temps, Liza respecte de plus en plus son Aliocha, tant et si bien que cela empêche l'amour d'évoluer. Elle discute avec lui de la possibilité d'une vie commune et lui promet même de partager ses croyances dans une complète harmonie. Lors de leur dernière rencontre, la jeune fille lui explique que leurs caractères en s'adaptent pas du tout pour le mariage,,. Dans cette scène l'héroîne apparaît aussi dans un état de confusion mentale du fait qu'elle poursuit en même temps une autre but qui est de remettre une lettre destinée à Ivan Karamazov par l'entremise d'Aliocha.
Dans ses relations avec Alexeï, apparaît le besoin de Liza de causer des souffrances aux autres. Sa relation tourmentée avec les autres, ressort à de pareils moments de situations conflictuelles dans ses rapports avec Alexeï alors que des allusions sont déjà évoquées de sa relation avec Ivan. Son sadisme devient intérieur et se retourne contre elle en masochisme, après le départ d'Alexeï. Les critiques remarquent que, de cette manière, Dostoïevski veut souligner que Liza se trouve sous l'emprise absolue des forces du mal, comme une personne qui a été jugée sans droit de grâce ni appel : « Parce que je n'aime personne. Vous entendez personne! ». Selon le Starets Zosime, les gens qui sont incapables de donner de l'amour sont condamnés aux supplices de l'enfer.

### Relation avec Ivan

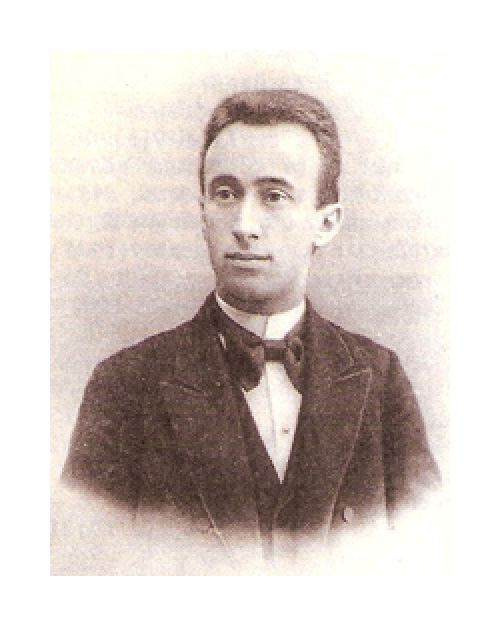
Le critique littéraire Akim Volynski

Le choix entre les deux frères est un problème de conscience pour Liza. Vis-à-vis d'Aliocha elle ne ressent pas une attirance sincère, ses sentiments à son égard tiennent de l'idéalisation, de la déification. Aliocha à ses yeux est l'être idéal, il est beau et lointain comme un rêve inaccessible. Mais il y a, à côté de lui, un autre Karamazov - le frère aîné Ivan Karamazov. Sa complexité, son caractère mystérieux, ses contradictions internes attirent beaucoup Liza. Malgré le fait que Liza affirme à Alexeï : « Votre frère Ivan Fiodorovitch, je ne l'aime pas », Aliocha, du fait de ce déni, prend le dessus sur son frère Ivan par rapport à Liza.
Ivan Karamazov répond à l'invitation que lui fait Liza et Alexeï comprend que son frère exerce une fameuse influence sur elle. Après leur rapprochement, des mots et expressions apparaissent chez l'héroïne qui sont utilisés d'habitude par Ivan et qu'elle modifie avec son imagination morbide. L'irritation et la souffrance de Liza viennent en partie de la honte qu'éprouve l'héroïne pour la lettre qu'elle a envoyé à Ivan et qu'il a reçu très froidement. Dans la dernière réunion entre Liza et Alexeï, ce dernier remarque l'influence des idées d'Ivan sur la jeune femme. Celle-ci a changé terriblement « elle a maigri, mais dans tout son être et à la place de sa simplicité on sent maintenant son irritation ». Cette Liza-ci ne veut déjà plus être heureuse, son esprit est attiré par le crime. Alexeï comprend qu' Ivan l'influence et qu'il fait se développer en elle ce qu'elle n'a pas encore réussi à découvrir par ses propres forces. Léna est consciente de son conflit intérieur et tente en vain de l'étouffer. Elle demande à Alexeï de transmettre une petite lettre à Ivan, mais quand il la donne à son frère, il dit d'un air distant à Alexeï que Liza lui avait déjà proposé cette lettre. Dans le chapitre X du Livre onzième intitulé « C'est lui qui l'a dit ! », Ivan s'excuse vis-à-vis d'Alexeï d'avoir offensé Liza et il dit en même temps qu'il l'aime, qu'il a menti par le passé à ce sujet. .
Les critiques remarquent encore que la colère hystérique de Liza qui la fait s'éloigner de l'harmonie divine , se développe en parallèle à celle d'Ivan. . La révolte de Liza qui accompagne la révolte d'Ivan donne la mesure de la force de la jeune femme. La littérature à ce sujet observe que cette mise en parallèle est une des techniques littéraires les mieux utilisées par Dostoïevski. Liza se démarque aussi par ses propres conceptions et elle tente de récuser certaines des idées d'Ivan sur l'innocence des enfants, considérant que les crimes des enfants contre d'autres enfants ne sont pas moins horribles que ceux des adultes contre des enfants.

### Un diablotin
La conversation entre Aliocha et Liza au chapitre III du Livre onzième : « Un diablotin »,
est un chapitre capital du point de vue de la description psychologique des deux protagonistes. Jusqu'à cette conversation, Liza est présentée dans le roman comme une enfant aux jambes malades, obligée de circuler dans une chaise roulante, ce qui souligne son manque d'indépendance et la faiblesse de son caractère. Toutefois, dans la dernière scène elle a déjà récupéré et se lève sur sa chaise. Dostoïevski, par ce procédé, souligne les changements qui se sont produits chez l'héroïne et l'ont amenés à des certitudes et à une meilleure compréhension d'elle-même.
Pour Dostoïevski, on ne peut, sans ambiguïté, condamner un homme ou une femme qui ont eu un début de vie difficile duquel découle leur tempérament ombrageux et agressif. De telles personnalités nécessitent au contraire une approche plus délicate. Le personnage de Liza est un étrange mélange d'ingénuité et de méchanceté, de pudeur et de honte, de gentillesse et de sadisme. Tout ce qui l'entoure lui fait éprouver du dégoût. Elle veut être trompée et torturée. Elle s'exprime très clairement à ce propos en disant :« Je veux me détruire moi-même ». La confession de Liza représente une des « nuits de l'âme » des romans de Dostoïevski les plus impressionnantes après celle du protagoniste du récit «Les Carnets du sous-sol». Malgré le fait qu'il ne s'agisse que d'idées de crimes qui ne sont pas accomplis dans le réel, l'héroïne dévoile son âme et la livre dans une nudité qui ne manque pas d'impressionner fortement le lecteur.
« …il m'arrive de voir en songe des diables. C'est la nuit, je suis dans ma chambre avec une bougie et soudain le diables surgissent de tous les coins. Ils sont partout, même sous la table. Ils ouvrent la porte et je vois qu'il y en a une foule dehors. Ils veulent entrer chez moi pour me saisir. Ils approchent déjà, étendent leurs griffes. Brusquement, je fais le signe de la croix et ils reculent tous, saisis de peur. Mais ils ne s'en vont pas tout à fait. Ils restent près des portes et dans les angles de la pièce, comme s'ils attendaient. Alors il me vient une terrible envie d'injurier Dieu à voix haute. Je commence à insulter le Seigneur et voilà les diables qui se ruent vers moi, en foule de nouveau, tout joyeux , tout contents, prêts à me saisir, mais halte ! Je fais encore le signe de la croix, et ils reculent épouvantés. C'est tellement drôle que j'en perds le souffle parfois  »
Lors de sa dernière rencontre avec Alexeï, le désir immense de Liza d'être le seul centre de son attention est caractéristique de sa nature hystérique. Tous les moyens lui sont bons, et elle en vient à dire qu'elle aime le crime et qu'elle veut faire le mal, qu'elle se considèrera ensuite comme la plus grande des pécheresse, que tout le monde le saura « qu'on l'entourera et qu'on la montrera du doigt »,. Liza est fascinée par la mort et rit au nez de ceux qui la condamnent. Elle insiste sur le fait que pour elle secrètement le mal est lui-même lié à l'amour, comme c'est le cas dans le parricide qui est lié à l'amour de la mère . Il lui semble qu'autour d'elle tous aiment Dmitri Karamazov parce qu'il a tué son père, bien qu'ils reconnaissent que cela soit horrible. Et elle ajoute: « Je l'ai aimé la première ». À la remarque d'Alexeï suivant laquelle c'est un comportement infantile, Liza explique qu'elle n'est pas une enfant naïve qui ne comprend rien. Elle est attirée en conscience par l'expression adéquate de sa propre conception du mal. Elle désire faire ce qui la motive en ce sens, pour que « nulle part, rien ne subsiste ». Comme le remarquent les critiques il s'agit là de la conception de Dostoïevski suivant laquelle le caractère négatif de l'âme humaine est l'essence même de la destruction de tout ce qui existe. . Aliocha ressent en Lize qu'elle prend le mal pour le bien et qu'il s'ensuit en elle un grand désordre mental. C'est là une des conséquences possibles de sa maladie. La simple expression d'une immoralité imaginaire peut aider Liza à commencer la lutte contre le mal, et malgré son isolement, du fait de sa maladie.
La soif de désordre de Liza se révèle plus clairement dans un rêve. La jeune fille est à côté de Dieu et prend plaisir à jouer avec les démons. Le philosophe français Michel Foucault étudie cette prédisposition de l'homme vers le vide spirituel et constate que le manque de base d'appui pour une vie de l'esprit peut conduire à l'auto-destruction. Anticipant son auto-destruction possible, Liza demande de l'aide à Alekseï, et lui révèle sa maladie. Elle lui raconte son rêve, durant lequel elle a vu des démons et s'est mise à invectiver Dieu. Alexeï lui avoue qu'il a fait le même rêve. La confession de Liza a un effet destructeur sur Alexeï. La coïncidence en peut être le fait du hasard ; il s'agit plutôt de la démonstration de la proximité de la nature profonde des interlocuteurs. Liza, par son discours, révèle l'antinomie d'Aliocha — le début d'une lutte bi-polaire en lui entre l'image de Dieu et celle du diable .
« J'ai chez moi un livre où il est question d'un procès fait à un Juif qui aurait coupé les doigts des deux mains d'un garçonnet de quatre ans , après quoi il l'aurait crucifié
contre un mur, crucifié avec des clous. Il a affirmé devant le tribunal que le petit garçon était mort rapidement, au bout de quatre heures. C'est rapide en effet! On prétend que le petit gémissait sans fin et que l'autre le regardait et prenait plaisir à ce spectacle. Que c'est bien !
- Bien ? 
- Oui, bien . Je me dis parfois que c'est moi qui crucifié cet enfant. Je le vois pendu et gémissant , je m'assied en face de lui et je mange de la compote d'ananas. J'adore la compote d'ananas. »

À la fin de la discussion, Liza fait allusion à son histoire de compote d'ananas en la reliant à la scène de la main du petit garçon coupée par son père,. Elle explique à Alexeï qu'Ivan est venu auprès d'elle à sa demande et qu'elle lui a raconté cette histoire. Ivan a également ressenti une impression étrange proche de celle de Liza, quand il a entendu cette crucifixion de la main de l'enfant.,. Les critiques soulignent que devant cette question morale grave, Dostoïevski ne peut se contenter d'une seule réponse et c'est pourquoi Liza ajoute après sa confession qu'elle a été bouleversée et en larmes et qu'elle n'a pu s'enlever de la tête cette image de compote d'ananas. L'histoire de l'héroïne peut se résumer en trois positions : soit dire « C'est bien!» ce qui est la réponse du pôle du mal; soit « elle est secouée de sanglots » ce qui est la réponse du pôle du bien ; soit parler de « compote d'ananas » ce qui est le pôle de la mise à l'écart du problème et de l'enfermement sur soi. Dans ce dernier cas la compote d'ananas agit comme réaction de protection à un stress sévère. En lien avec la confession de Liza, il faut remarquer une référence négative par rapport aux Juifs, ce qui est relativement fréquente dans l'œuvre de Dostoïevski, puisque le père de l'enfant torturé est Juif. Cette histoire de Liza est peut-être liée à l'«accusation de meurtre rituel contre les Juifs» . Mais Dostoïevski lui-même ne croit pas à ces récits. Le pire dans les aveux de Liza, du point de vue philosophique, est le fait que se crée une véritable calomnie auquel la jeune fille croit, et à la suite de laquelle elle en arrive à être prête à commettre un infanticide.
Du point de vue religieux, Liza peut être décrite comme démoniaque. La jeune fille tente de comprendre dans ses phantasmes destructeurs et pervers ses sentiments vis-à-vis un monde qui l'entoure et qui n'est plus soumis à la rédemption. Cet aspect démoniaque est un phénomène curieux et complexe, suivant lequel l'indifférence morale complète du monde permet d'accepter la cruauté sadique. Dans cette optique les sentiments à l'égard de soi sont ressentis par les êtres comme uniquement voués à la douleur, à la réprobation. C'est un dégoût et en même temps une aspiration à la douleur et à la destruction d'un monde dans lequel il n'y a pas de Dieu. C'est la thèse d'Ivan Karamazov suivant laquelle « tout est permis », mais en pire, parce que les forces du mal ne laissent aucune possibilité de fuite vers un ailleurs. Le « moi » ne peut se cacher et est pris au piège de l'humiliation et du dégoût de soi. Cet épisode permet une approche plus claire de la nature démoniaque et permet une lecture plus approfondie de l'histoire du Grand Inquisiteur et de celui du cauchemar d'Ivan Karamazov . Il rend compte également de l'aspect authentique de Liza et de son incapacité de s'aimer elle-même et son entourage. Il apparaît comme l'exemple le plus clair de la puissance des forces du mal.

## Protoype
Le philologue Moïse Altman considère que le prototype qui a servi à construire le personnage de Loza Khokhlakova est Valentine , la fille de Liodmila Khristoforovna Khokhriakova , née Rabinder. Quant au prototype qui a servi pour Catherina Osipovna Kholkhakova, la mère de Liza c'est, logiquement, la mère de Valentine : Liodmila Khristoforovna Khokhriakova. Cette dernière, au moment de sa rencontre avec Dostoïevski en 1876 avait été mariée à deux reprises, avait perdu son second mari et vivait avec sa fille Valentine. Elle travaillait au service télégraphique et collaborait à de petites revues périodiques .

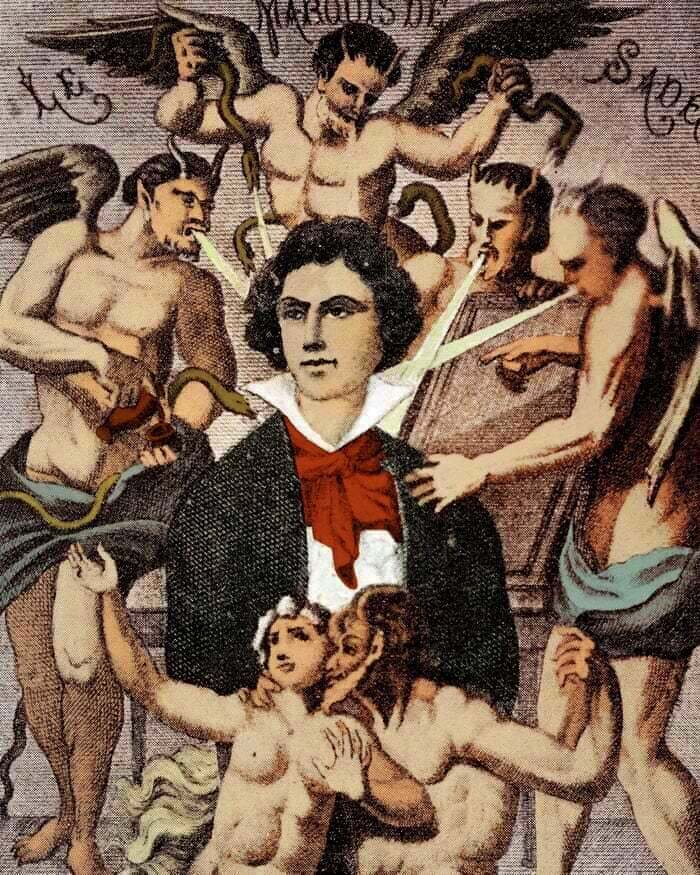
Marquis de Sade soumis aux tentations diaboliques

L'âge de Liza correspond dans le roman à celui de Valentine quand Dostoïevski rédige celui-ci. Les deux filles vivent avec leur mère qui sont sans mari. L'épisode de la visite de la propriétaire Kholkhakova avec sa fille au Starets Zosime est basé sur des faits réels. Khokhriakova rapporte en effet qu'en 1876 elle a rendu visite à l'higoumène Mitrofane. En outre, Anna Dostoïevskaïa, l'épouse de l'écrivain signale que dans le « Journal d'un écrivain » est rapportée l'histoire d'une jeune fille de douze ans qui s'est enfuie de chez sa mère et a décidé de ne plus aller à l'école. Dostoïevski se base sur l'histoire de Valentine que sa propre maman, Liodmila Khristoforovna Khokhriakova, lui a racontée .
Selon Vladislav Batchinine, une des prototypes de Liza lors de sa confession à Alexeï pourrait être Clairwil une des cruelles héroïnes du roman «Histoire de Juliette, ou les Prospérités du vice» de Marquis de Sade : « Comme je souhaite, — dit-elle, — trouver un tel crime, dont l'action ne pourrait s'arrêter, sur lequel moi-même je ne pourrais pas agir, pour qu'il n'y ait dans ma vie pas un seul instant, même en rêve, où je ne serais pas la raison de l'une ou l'autre dépravation, une dépravation qui deviendrait, en s'étendant une débauche générale, une débauche aussi troublante, aussi terrible que ses conséquences se poursuivraient par delà ma vie elle-même ».